# Ковалевський Сергій Вадимович
Сергі́й Вади́мович Ковале́вський  (нар. 27 вересня 1952, Уфа, РРФСР) — український вчений у галузі машинобудування, академік Національної академії наук вищої освіти України, заслужений професор і громадський діяч.

### Біографія
Сергій Ковалевський захистив докторську дисертацію з технології машинобудування в Київському політехнічному інституті у 1993 році. Почав свою кар'єру як інженер і дослідник, згодом став відомим завдяки своїм науковим роботам та адміністративній діяльності в галузі освіти та науки.
Протягом своєї кар'єри, Сергій Вадимович обіймав ряд ключових посад у Донбаській державній машинобудівній академії: був завідувачем кафедри з 1990 по 1999 рік, деканом Інженерно-економічного факультету з 1999 по 2003 рік, проректором з науково-педагогічної роботи з 2003 по 2015 рік, завідувачем кафедри технології машинобудування з 2015 по 2020 рік, а з 2020 року по теперішній час — завідувачем кафедри інноваційних технологій і управління.

## Наукова діяльність
Ковалевський здійснює наукове керівництво Проблемною лабораторією мобільних інтелектуальних технологічних машин та Науково-дослідною лабораторією системних досліджень формування духовності та гуманізму професійної підготовки молоді. Є автором програми цільової індивідуальної підготовки студентів.
Сергій Вадимович Ковалевський зробив значний внесок у розвиток наукових досліджень, інноваційних технологій та освітніх методик у галузі машинобудування та інженерії. Він є автором понад 1000  публікацій, включаючи більш 750 наукових публікацій, більш 200 публікацій з проблем освіти, 19 монографій та більше 90 патентів на винаходи, що свідчить про його вагомий внесок у наукову сферу. Його роботи займають важливе місце в розвитку технологій машинобудування, особливо в області інтегрованих моделей технологічних систем механообробки, а також - проблем штучного інтелекту.
Сергій Вадимович активно працює над створенням інноваційних освітніх програм і методик, зокрема розробив програму цільової індивідуальної підготовки студентів, що відіграє ключову роль у підвищенні якості освіти та підготовці кваліфікованих спеціалістів.
Крім того, його громадська і адміністративна діяльність має значний вплив на розвиток наукової та освітньої інфраструктури в Україні. Сергій Вадимович є активним учасником наукових конференцій, семінарів та інших наукових заходів, де він ділиться своїми знаннями та досвідом з молодими вченими та студентами.
Через свою працю, Сергій Вадимович Ковалевський впливає на формування наукових шкіл та напрямків, підтримує молодих науковців і вносить значний вклад у розвиток наукової думки та освіти в Україні та за її межами.

## Громадська та адміністративна діяльність
Сергій Вадимович активно бере участь у громадській діяльності, є членом спеціалізованих рад із захисту дисертацій, Галузевої експертної ради «Механічна інженерія», експертної групи з оцінювання наукових установ, а також бере участь у роботі Національного фонду досліджень України. Він має значний досвід в організації і проведенні наукових конференцій, є членом ради розвитку громад та територій та головою громадської організації «Юнацький технопарк».

## Нагороди та відзнаки
Ковалевський був удостоєний численних нагород, зокрема "Відмінник освіти України",  "За наукові досягнення" та ін., є переможцем багатьох конкурсів у науковій та адміністративній сферах.